# Bär (Werkzeug)
Der Bär ist im Werkzeugbau die Bezeichnung des Hammerkopfes beim Maschinenhammer, der Presse, der Ramme und ähnlichen Werkzeugen. Dabei ist der Bär das eigentliche Werkzeug im Sinne der Fachsprache, also diejenige Baugruppe der Maschine, die das Werkstück direkt bearbeitet.
Ursprünglich bezeichnet Bär bei der Ramme den Fallblock (Rammbär), oder einen Stampfklotz. Bei einem Gesenkschmiedehammer ist es der obere beweglichen Teil mit der Werkzeugaufnahme. Bei einem Gegenschlaghammer, wo beide Teile der Werkzeugaufnahme beweglich sind, wird zwischen Ober- bzw. Unterbär unterschieden. Dabei beginnen zunehmend die Unterscheidungen zwischen Presse (Drücken statt Schlagen), Ramme (das Werkstück wird bewegt, nicht geformt) und Hammer in zahlreichen Spezialformen zu verschmelzen, und die formgebenden Teile werden immer komplexer (vergleiche dazu Schmiedesattel).
Der Bär eines Fallhammers, z. B. Riemenfallhammer, Brettfallhammer, Dampf- oder Lufthammer, bewegt sich in seitlichen Führungen auf und nieder und besitzt oft ein bedeutendes Gewicht. Im 19. Jahrhundert wogen Bären schon bis zu 400 kg. Bei modernen hydraulischen Pressen erreichen die Gewichte und Dimensionen größere Werte: Der Bär einer 1.000-t-Presse aus dem Jahr 2007 wiegt 35 t. Die gesamte Presse ohne Werkzeug und Anbauten wiegt dabei 264 t und ist fast 8 m hoch.

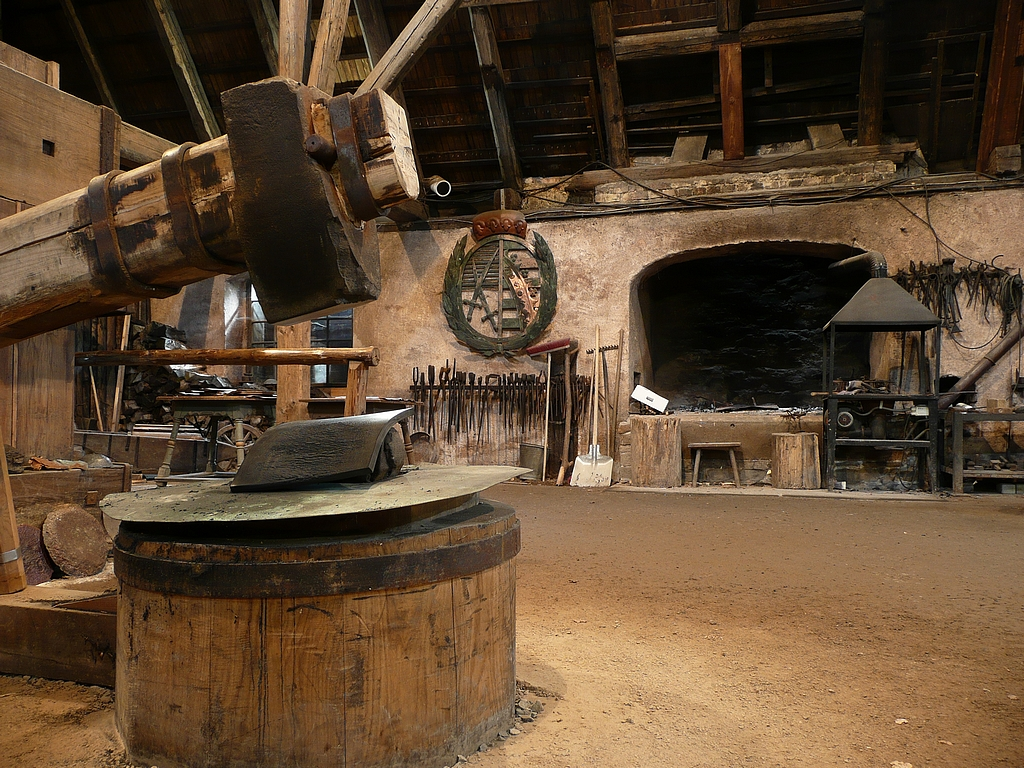
Bär als Kopf eines klassischen Schwanzhammers
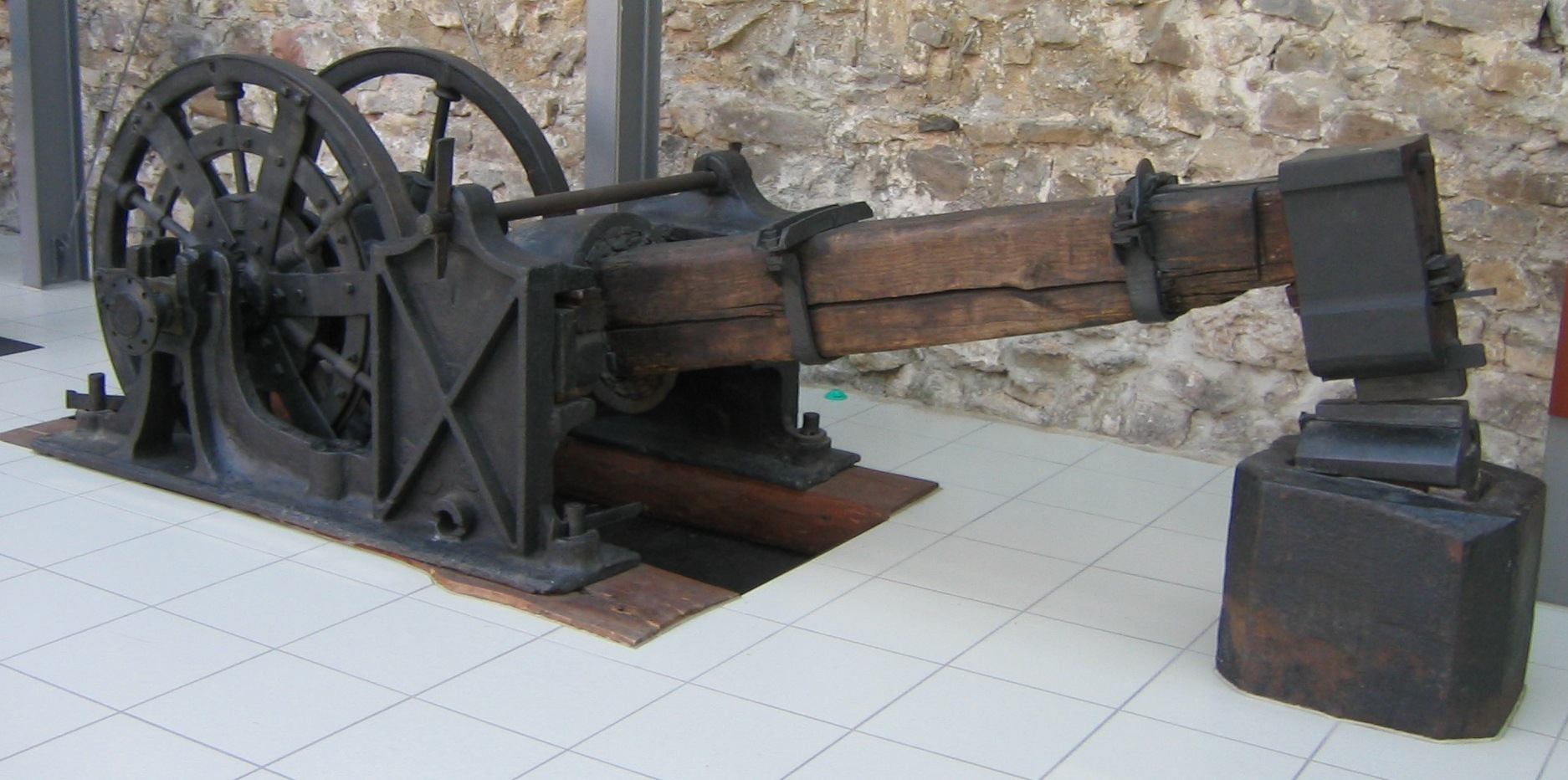
Aufwändigerer Bär mit Sattel für die Werkzeugaufnahme
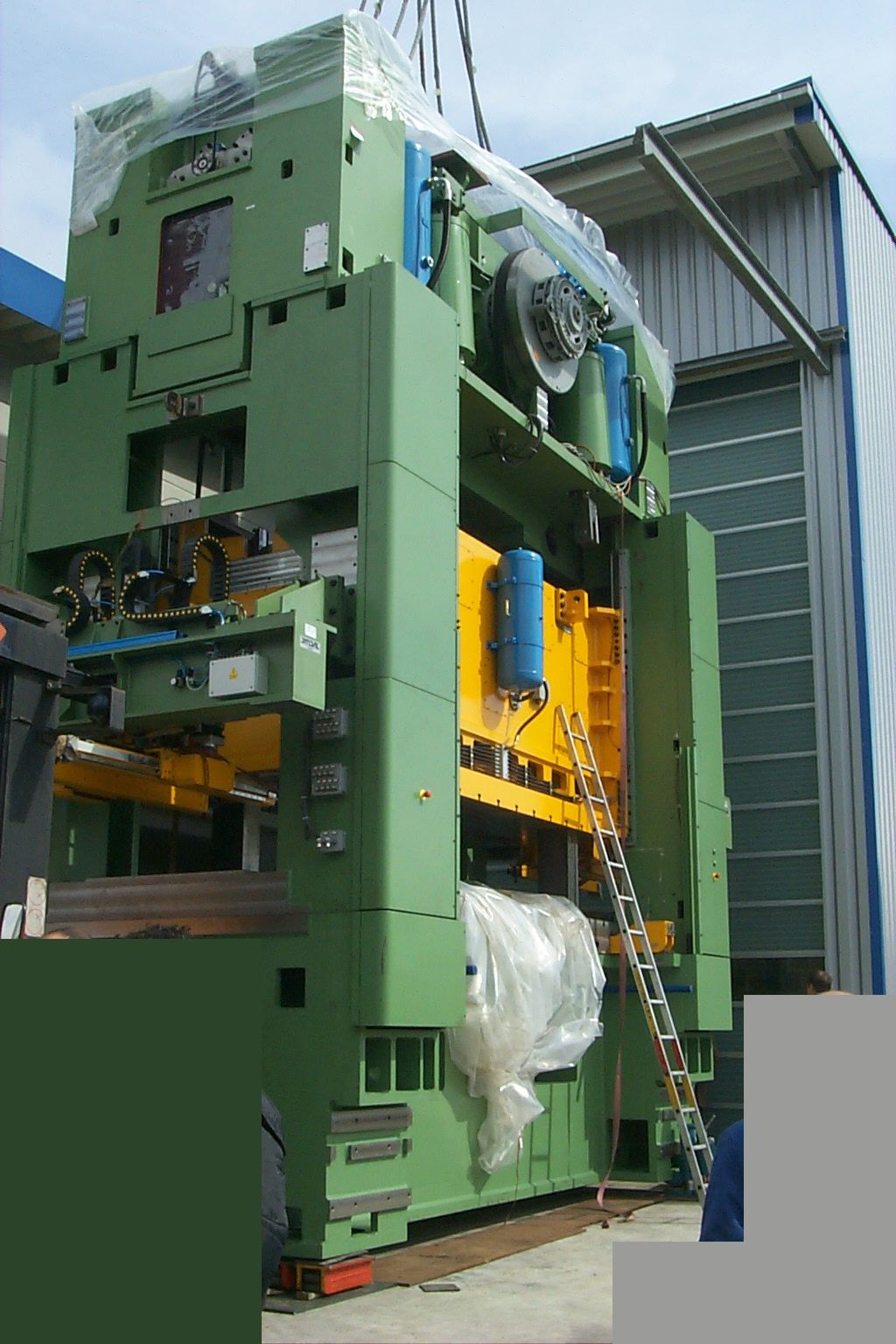
Bär (gelb) in der Hydraulikpresse
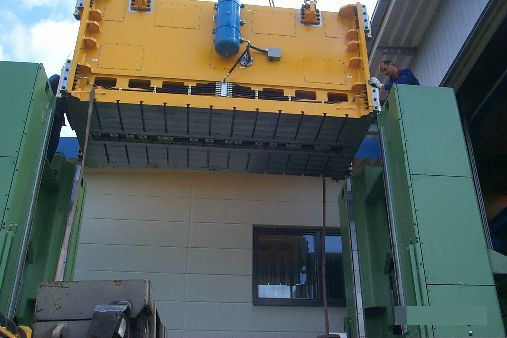
Bär (gelb) bei der Montage in die Maschine